# Mundu (langue)
Ne doit pas être confondu avec Mundu.
Le mundu ou mündü (Mündü en mundu) est une langue ngbaka parlée au Soudan du Sud, principalement, ainsi qu’en République démocratique du Congo.

## Écriture
| a | b  | ’b | c  | d   | ’d | e | f | g | gb | i | ï | j | k | kp | l | m | mb |
| n | nd | ng | nz | ngb | o  | ö | p | r | s  | t | u | ü | v | w  | y | z |    |